# 克拉斯諾沃利亞 (留波姆市鎮)
51°13′40″N 23°58′51″E / 51.22778°N 23.98083°E
克拉斯諾沃利亞（羅馬化：Krasnovolia）是烏克蘭的村落，位於該國西部沃倫州，由科韋利區留波姆市鎮負責管轄，始建於1583年，面積0.38平方公里，海拔高度187米，2001年人口121，人口密度每平方公里318.42人。